# Ulrich II. (Cilli)

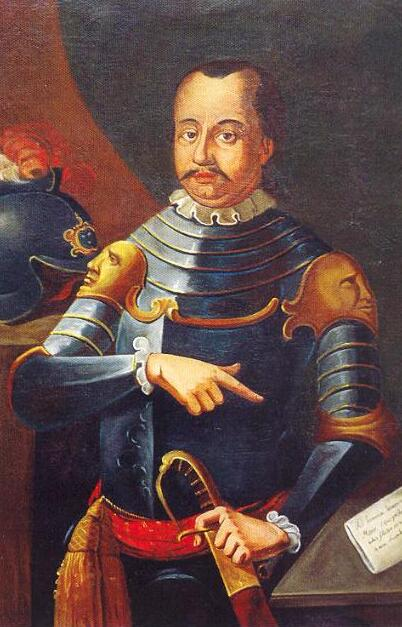
Ulrich von Cilli

Wappen von Ulrich II.

Ulrich II. von Cilli (auch Cilly oder Cili; * 1406, in Celje; † 9. November 1456 in Belgrad) war gefürsteter Graf von Cilli und der Letzte seiner Familie, die mit ihm ausstarb.

## Herkunft, Familie und Kinder
Ulrich II. von Cilli war ein Enkel von Graf Hermann II. von Cilli. Seine Eltern waren Graf Friedrich II. von Cilli und dessen erste Ehefrau Elisabeth von Frangepán. Über seine Tante Barbara von Cilli war er ein naher Verwandter von Kaiser Siegmund und dessen Tochter Elisabeth. Diese war mit Herzog Albrecht V. von Österreich verheiratet, der über das Herzogtum Österreich herrschte und Siegmund als deutsch-römischer König (1438), als König von Ungarn (1437) und König von Böhmen (1438) nachfolgte.
Um 1432/1434 heiratete Ulrich von Cilli Katharina Branković, eine Tochter des serbischen Herrschers Georg Branković und Schwester von Mara Branković. Aus dieser Ehe gingen drei Kinder hervor, die alle vor ihm starben.
- Hermann IV. († 1452)
- Georg († 1443)
- Elisabeth (* 1441; † 1455), sie war mit einem der Söhne von Johann Hunyadi verlobt (oder bereits verheiratet).[2]

## Leben

### Anfänge
Von Ulrichs Jugend ist kaum etwas bekannt. Zusammen mit seinem Vater wurde er am 20. November 1436 von Kaiser Siegmund zu gefürsteten Grafen und ihre Grafschaften Cilli, Ortenburg und Sternberg zu Reichslehen erhoben. Diese Erhebung in den Reichsfürstenstand (die laut anderen Quellen sogar schon am 27. September 1435, also noch zu Lebzeiten von Ulrichs Großvater Hermann II. vollzogen worden sein soll) wurde vom Herrscher über die Herzogtümer Steiermark, Kärnten und Krain, in denen sich ein großer Teil der Besitzungen der Cillier befand, dem späteren Kaiser Friedrich III., nicht anerkannt, was jahrelange Fehden zur Folge hatte. Erst mit dem Vertrag von Wiener Neustadt vom 16. August 1443 kam es zu einer Einigung. Die Erhebung zu Reichsgrafen wurde von Friedrich III., der inzwischen zum deutsch-römischen König gewählt worden war, anerkannt (dies in einer Form, die es ihm erlaubte, sein Gesicht zu wahren) und ein Erbvertrag geschlossen.
Da sich sein Vater im Wesentlichen um die Besitzungen der Familie kümmerte, konnte Ulrich sich gänzlich der Politik widmen. Nach dem Tod von Kaiser Siegmund unterstützte Ulrich zunächst dessen Schwiegersohn Albrecht, der ihn zu seinem Statthalter in Böhmen ernannte.

### Unter der Herrschaft von König Ladislaus Postumus
Nach Albrechts Tod im Jahr 1439 unterstützte Ulrich dessen Witwe Elisabeth und den postum geborenen Sohn Ladislaus (als König von Ungarn: Ladislaus V.), an dessen Krönung im Mai 1440 er wesentlichen Anteil hatte. Es folgte eine Fehde mit den Hunyadis, verschlimmert durch Johann Hunyadis Angriff auf Serbien 1444 und seine Weigerung, Ulrichs Anspruch auf Bosnien nach dem Tode Stjepan Tvrtkos 1443 anzuerkennen. Nach dem Tod des kroatisch-slawonischen Bans Matko Talovac wurde Ulrich von 1445 bis 1456 Ban von Slawonien. Im Jahr 1446 plünderte Hunyadi, nun Reichsverweser von Ungarn, die Gebiete der Cillis in Kroatien-Slawonien; seine Macht wurde aber 1448 im Kosovo gebrochen, und Graf Ulrich konnte 1450 einen erfolgreichen Kreuzzug, nominell im Interesse der Habsburger, nach Ungarn führen.
Am 5. März 1452 trat er offiziell dem Mailberger Bund bei, den die österreichischen Landstände unter der Führung von Ulrich von Eyczing gebildet hatten, um die Vormundschaft, die Friedrich III. über Ladislaus ausübte, selbst zu übernehmen. Graf Ulrich gelang es, ein Treffen zwischen Vertretern der ungarischen und österreichischen Stände in Wien zustande zu bringen, das mit einem Vertragsabschluss endete und gemeinsames Vorgehen der Landesstände gegen Friedrich III. möglich machte. Hinzu kamen noch seine Kontakte zu den böhmischen Rosenbergern, die er ebenfalls für die Sache der Landstände gewinnen konnte und die die Kampfhandlungen, zu denen es im August und September 1452 kam, unterstützten. Die Auseinandersetzung endete am 4. September 1452 mit der Übergabe von König Ladislaus, die direkt an ihn erfolgte.
Nachdem der junge König Ladislaus in seine Obhut übergeben worden war, war er de facto Herrscher des Herzogtums Österreich ob und unter der Enns und des ungarischen Königreichs. Die Entsendung einer Gesandtschaft von Königs Ladislaus, die unter der Leitung von Propst Simon von Klosterneuburg im August/September 1453 in Rom mit dem Papst wegen einer Aufhebung des Kirchenbanns, den dieser über den Mailberger Bund verhängt hatte, verhandelte, dürfte auf seine Initiative hin erfolgt sein. Im September 1453 erfolgte dann, Auslöser dürfte die Vorbereitung der Krönung von Ladislaus zum böhmischen König gewesen sein, seine politische Entmachtung durch Ulrich von Eyczing, der von Vertretern der österreichischen Landständen unterstützt wurde, und seine Flucht aus Wien zur Folge hatte. Dieser Entmachtung hatte letztlich auch Ladislaus zugestimmt oder zustimmen müssen. Ulrichs Sturz war nur vorübergehend.
Als sein Vater im Jahr 1454 starb, erbte Ulrich bedeutenden Reichtum, wodurch sich seine ohnehin beachtliche Machtbasis wesentlich vergrößerte. Im Jahr 1456 wurde er von König Ladislaus zu dessen Statthalter in Ungarn ernannt. Bei den Vorbereitungen zu einem weiteren Kriegszug gegen die Osmanen wurde Ulrich im November 1456 in Belgrad von Ladislaus Hunyadi und dessen Anhängern getötet.

### Der Tod und dessen Folgen
Zu den Ursachen für Ulrichs gewaltsamen Tod entwickelten sich zwei unterschiedliche Versionen:
- Nach der einen Version wird sein Ableben als ein eiskalt geplanter Mord und Teil eines Machtkampfes gesehen. Die Hunyadis verschworen sich gegen Ulrich und wollten ihn beseitigen. Am 8. November (nach Kos 9. November morgens) ging er trotz Warnungen mit dem König nach Belgrad. Am nächsten Tag wurde er von Ladislaus Hunyadi und seinen Freunden angegriffen und getötet.[11]
- In der nationalen ungarischen Geschichtsschreibung, die auf Matthias Corvinus ausgerichtet ist, wird dagegen die Tötung Ulrichs als Notwehrakt entschuldigt, mit dem Ladislaus nur Ulrichs Mordpläne gegen ihn und seine Familie verhinderte. Diese Deutung der Geschehnisse ist in der deutschsprachigen Sekundärliteratur häufiger zu finden.[12]

Mit Ulrichs Tod erlosch die männliche Linie der Grafen von Cilli. Um sein Erbe kam es zu kriegerischen Auseinandersetzungen. Dank der Erhebung der Cillier zu Reichsgrafen und dem Erbvertrag von 1443, hatte Kaiser Friedrich III. eine ausgezeichnete rechtliche Basis, um die Besitzungen der Cillier an sich zu bringen. Etliche Gefolgsleute von Ulrich von Cilli schlossen sich ihm an. Die im ungarischen Königreich gelegenen Teile des Cillier-Erbes gingen an die ungarische Krone bzw. an Matthias Corvinus.
Ulrichs Witwe Katarina, die offensichtlich wegen ihrer Zugehörigkeit zur Ostkirche stark kritisiert wurde, suchte und fand Schutz bei Jan Vitovec, der als Feldhauptmann Ulrich und seinem Vater gedient hatte. Sie ernannte ihn zum Verwalter aller cillischen Güter. Vitovec, der wenig später in die Dienste von Ladislaus Postumus trat, verstand es nach dessen Tod glänzend, die Rivalität zwischen Kaiser Friedrich III. und Matthias Corvinus, dem jüngeren Bruder von Ladislaus Hunyady, der Ladislaus Postumus als König von Ungarn nachfolgte, für seine Zwecke zu nutzen.

## Beurteilung
Der Artikel der Allgemeinen Deutschen Biographie baut im Wesentlichen auf der feindseligen Beschreibung zu Ulrich II. auf, die sein Zeitgenosse Enea Silvio Piccolomini von ihm gibt. Dieser gehörte viele Jahre der Kanzlei von Kaiser Friedrich III., einem von Ulrichs Gegnern, an. Eine positive Beschreibung von Ulrich II. findet sich dagegen in den „Denkwürdigkeiten“ von Helene Kottanner, für die er einer der wenigen zuverlässigen Verbündeten von Königin Elisabeth ist. Beide Beispiele zeigen, dass eine Beurteilung Ulrichs auch davon abhängig war, auf wessen Seite Chronisten und später Historiker bzw. Historikerinnen standen.
Bei der Beurteilung der Familie der Cillier und von Ulrich II. dürften zudem auch geographische und politische Gründe ausschlaggebend gewesen sein. Die Familie war im heutigen Slowenien ansässig, ihre politischen Aktivitäten galten dem ungarischen Königreich und den Herrschaftsgebiete der Habsburger, sie befand sich an der Peripherie des Heiligen Römischen Reiches. Gerade in der deutschsprachigen und der ungarischen Geschichtsforschung wird Ulrich von Cilli recht negativ beurteilt, was weniger in seiner tatsächlichen Persönlichkeit begründet sein dürfte, als in dem Umstand, dass die Cillier mit ihm ausstarben und er von seinen politischen Gegnern beerbt wurde.

## Rezeption
Ulrichs Tod ist neben der Hinrichtung von Ladislaus Hunyady auch Thema der ungarischen „Nationaloper“ Hunyadi László (Musik: Ferenc Erkel; Libretto: Béni Egressy) nach dem Theaterstück Die beiden Lászlós (Két László) von Lőrinc Tóth. Hier ist Ulrich einer der Bösewichter, der nicht nur die Ermordung von Ladislaus Hunyady geplant hat, sondern auch König Ladislaus Postumus, als dessen Vertrauter er fungiert, vernichten will.

### Lexikon-Artikel
- Felix Czeike (Hrsg.): Historisches Lexikon Wien. Verlag Kremayr & Scheriau, Wien 1992, Band 1, S. 576f.
  - Online: Ulrich II. von Cilli im Wien Geschichte Wiki der Stadt Wien.
- Franz von Krones: Cilli, Grafen von. In: Allgemeine Deutsche Biographie (ADB). Band 4, Duncker & Humblot, Leipzig 1876, S. 257–266.
- Hans Wagner: Cilli, Grafen von. In: Neue Deutsche Biographie (NDB). Band 3, Duncker & Humblot, Berlin 1957, ISBN 3-428-00184-2, S. 254 f. (Digitalisat).